# Navegador Ladybird
Ladybird é um navegador de código aberto, desenvolvido pela Ladybird Browser Initiative, uma organização sem fins lucrativos responsável pelo seu desenvolvimento. O projeto é licenciado sob a Licença BSD de 2 Cláusulas.
Um lançamento alfa está planejado para 2026, um lançamento beta é esperado para 2027 e um lançamento estável para o público em 2028. Sendo originalmente um componente do sistema SerenityOS, agora está sendo desenvolvido como um projeto independente.

## Recursos
O Ladybird usa um novo motor para navegadores chamado de LibWeb, que está sendo criado do zero pela equipe de desenvolvimento. Ao contrário do SerenityOS, ele também usará outras bibliotecas de código aberto para desenvolvimento. Um recurso de bloqueio de anúncios padrão também está planejado. Ao contrário da maioria dos novos navegadores, o Ladybird não depende do Chromium ou do Firefox, e usa seu próprio mecanismo de renderização e JavaScript.

## História
O projeto foi desenvolvido inicialmente pela comunidade responsável pelo SerenityOS, usando suas bibliotecas de software internas e implementando recursos específicos (com nomes autodescritivos prefixados com “Lib”, por exemplo, LibWeb, LibHTTP, LibJS ou LibWasm).
Ladybird foi anunciado por Andreas Kling, o mantenedor e fundador do projeto SerenityOS, em setembro de 2022.
Em 30 de junho de 2024, Kling anunciou que se afastaria do projeto principal para se concentrar exclusivamente no desenvolvimento do navegador. Em julho de 2024, a Ladybird Browser Initiative anunciou que estava sendo financiada por Chris Wanstrath, o cofundador do GitHub. A instituição começou a receber patrocínios para financiar suas atividades, inclusive de grandes empresas, como Shopify e Proton VPN.
Em março de 2025, ele ficou em quarto lugar nos Web Platform Tests, um conjunto de testes usados por desenvolvedores de navegadores, ficando abaixo do Chrome, Safari e Firefox. Ele também teve o segundo mecanismo JavaScript mais conforme, depois do SpiderMonkey do Firefox.